# Бурджу Йозберк
Бурджу Йозберк (на турски: Burcu Özberk) е турска актриса. Най-значимата ѝ роля е на Есра Ертен в най-успешният турски летен сериал през 2021 г. „Любов, логика, отмъщение“.

## Биография
Бурджу Йозберк е родена на 11 декември 1989 г. в Ескишехир, Турция. Има сестра. Завършва театрално изкуство в университета „Хаджитепе“ в Анкара, след което се премества в Истанбул.
Играе в театър „Татбикат“. Участва в много постановки, сред които „Маркиз дьо Сад“ и „Приказка за Войчех“.
Първата ѝ телевизионна роля е на Хуриджихан Султан, дъщеря на Хатидже Султан и Ибрахим Паша, в сериала „Великолепният век“, където дублира изпълняващата ролята актриса Мина Туана Гюнеш. През 2015 – 2016 г. се снима в сериала „Слънчеви момичета“ в ролята на близначката Назлъ.
През 2016 г. участва в новия си сериал „Забележителният зет“ в главната роля на Мелике. През 2017 г. изпълнява ролята на Айще Сарилар в сериала „Бадемови бонбони“, а през 2017 – 2018 г. – на Бурчу Оглун Аслан в „Моето лъвско семейство“. През 2019 – 2020 г. изпълнява ролята на Айше Озкайали в най-добрия турски летен сериал за 2019 г. Любов на показ, а в края на 2020 г. играе Айшегюл Есен в сериала Детство.

## Филмография
| Година      | Заглавие                 | Роля                  |
| ----------- | ------------------------ | --------------------- |
| 2013        | Великолепният век        | Хуриджихан Султан     |
| 2015 – 2016 | Слънчеви момичета        | Назлъ Йълмаз          |
| 2016        | Забележителният зет      | Мелике                |
| 2017        | Бадемови бомбони         | Айше Сарилар          |
| 2017 – 2018 | Моето лъвско семейство   | Бурчу Оглун Аслан     |
| 2019 – 2020 | Любов на показ           | Айше Озкайали Йигитер |
| 2020        | Детство                  | Айшегюл Есен          |
| 2021 – 2022 | Любов, логика, отмъщение | Есра Ертен Корфалъ    |

### Пиеси
- „Маркиз дьо Сад“
- „Приказка за Войчех“
- „Малки Буржоазци“
- „Ayyar Hamza“
- „Сестра Макбет“
- „Кабаре от птичи поглед“
- „Червената шапчица“
- „Пътни приятели“

### Реклами
- Кока-Кола – 2015
- Миринда – 2016

## Награди и номинации
| Година | Категория                              | Резултат   |
| ------ | -------------------------------------- | ---------- |
| 2015   | „Най-добра женска поддържаща роля“     | Номинирана |
| 2016   | „Най-добра актриса в младежки сериал“  | Номинирана |
| 2016   | „Най-популярно име в социалните медии“ | Печели     |
| 2016   | „Най-добра актриса“                    | Номинирана |